# Capitale mediterranea della cultura e del dialogo
La capitale mediterranea della cultura e del dialogo sono due città designate ogni anno dall'Unione per il Mediterraneo (UpM) e dalla Fondazione Anna Lindh. Le città sono scelte tra i 27 stati membri dell'Unione europea e tra i 16 stati mediterranei partner del Nordafrica, del Medio Oriente e dell'Europa sud-orientale, una dei territori della sponda nord e una di quelli della sponda sud del mar Mediterraneo.

## Storia
Il progetto di istituire il titolo di Capitale mediterranea della cultura e del dialogo è stato lanciato in occasione della conferenza dei ministri della Cultura della Regione euro-mediterranea tenutasi il 16 e il 17 giugno del 2022 a Napoli. Approvato all'unanimità al 7º Forum regionale degli stati membri dell'Unione per il Mediterraneo il 7 novembre 2022 a Barcellona. Le prime due città proclamate per il 2025 furono Tirana per la sponda nord e Alessandria d'Egitto per la sponda sud.

## Descrizione
L'iniziativa vuole premiare la ricchezza culturale e il patrimonio condiviso e favorire la comprensione reciproca e il dialogo interculturale in tutta la macroregione euro-mediterranea. Le città designate, hanno l'opportunità di evidenziare la propria identità euro-mediterranea, promuovere il proprio patrimonio storico-culturale e valorizzare l'azione locale incoraggiando il turismo sostenibile attraverso la promozione di eventi di tipo culturale, socio-economico e sportivo.

## Lista delle capitali mediterranee della cultura e del dialogo
- 2025  Tirana -  Alessandria d'Egitto[3]
- 2026  Matera -  Tétouan[4][5]

## Statistiche
Le due tabelle riportano rispettivamente i 27 stati membri dell'Unione europea e i 16 stati mediterranei partner del Nordafrica, del Medio Oriente e dell'Europa sud-orientale.
| Paese       | Numero città | Città  |
| ----------- | ------------ | ------ |
| Austria     |              |        |
| Belgio      |              |        |
| Bulgaria    |              |        |
| Cipro       |              |        |
| Croazia     |              |        |
| Danimarca   |              |        |
| Estonia     |              |        |
| Finlandia   |              |        |
| Francia     |              |        |
| Germania    |              |        |
| Grecia      |              |        |
| Irlanda     |              |        |
| Italia      | 1            | Matera |
| Lettonia    |              |        |
| Lituania    |              |        |
| Lussemburgo |              |        |
| Malta       |              |        |
| Paesi Bassi |              |        |
| Polonia     |              |        |
| Portogallo  |              |        |
| Rep. Ceca   |              |        |
| Romania     |              |        |
| Slovacchia  |              |        |
| Slovenia    |              |        |
| Spagna      |              |        |
| Svezia      |              |        |
| Ungheria    |              |        |

| Paese                | Numero città | Città       |
| -------------------- | ------------ | ----------- |
| Albania              | 1            | Tirana      |
| Algeria              |              |             |
| Bosnia ed Erzegovina |              |             |
| Egitto               | 1            | Alessandria |
| Giordania            |              |             |
| Israele              |              |             |
| Libano               |              |             |
| Macedonia del Nord   |              |             |
| Marocco              | 1            | Tétouan     |
| Mauritania           |              |             |
| Monaco               |              |             |
| Montenegro           |              |             |
| Palestina            |              |             |
| Siria                |              |             |
| Tunisia              |              |             |
| Turchia              |              |             |

## Galleria d'immagini

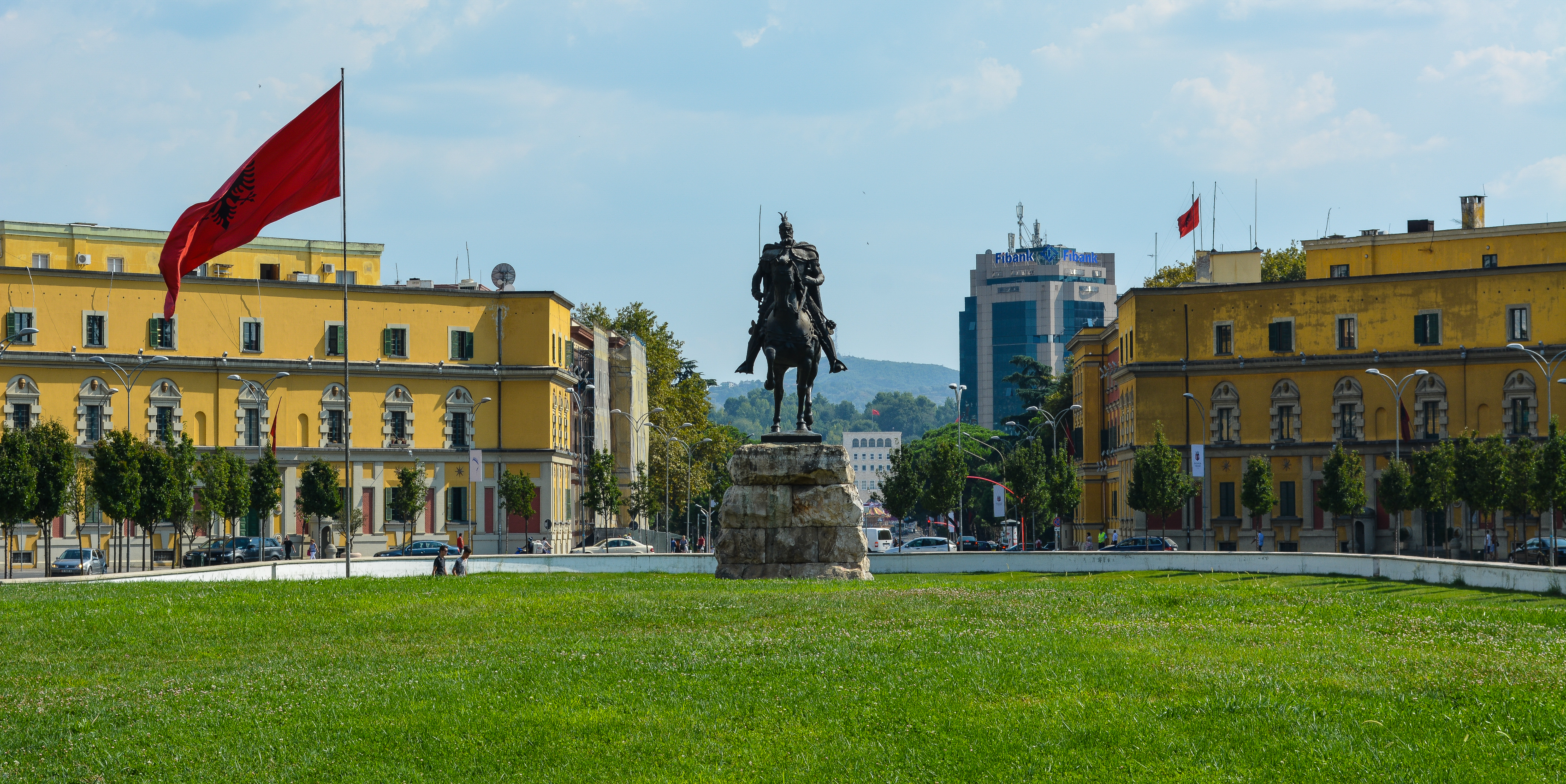
Tirana (2025)
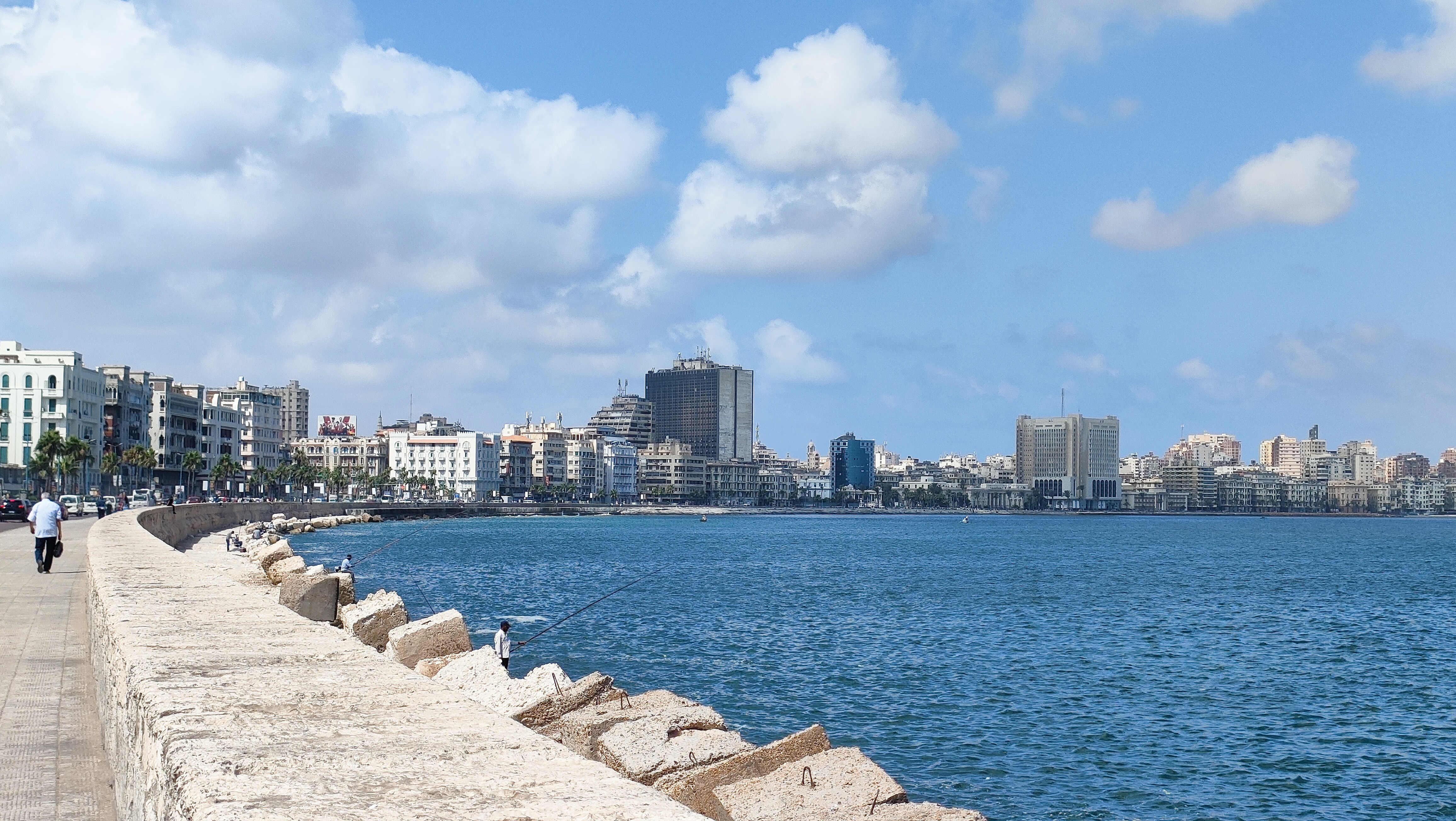
Alessandria d'Egitto (2025)
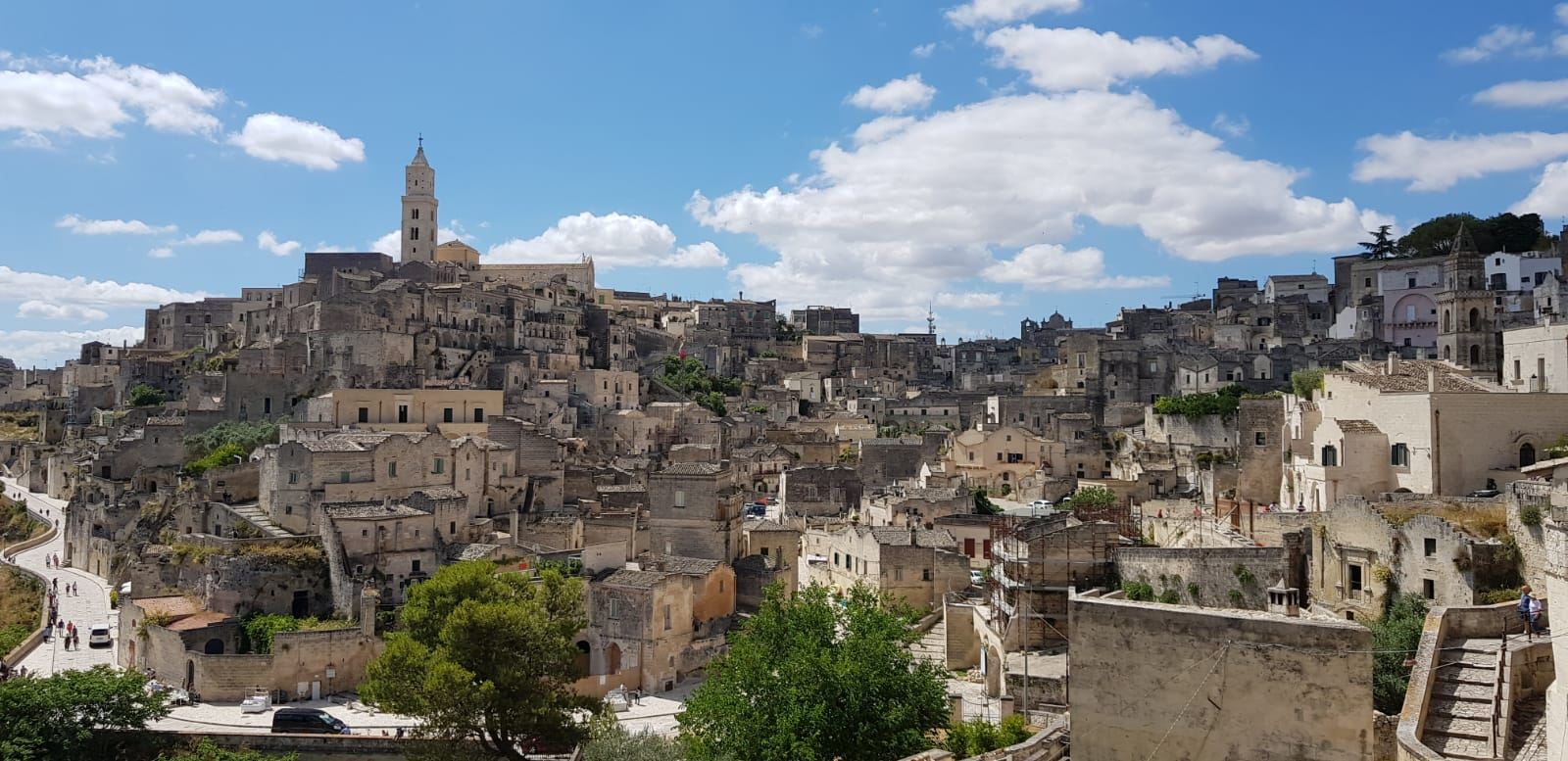
Matera (2026)
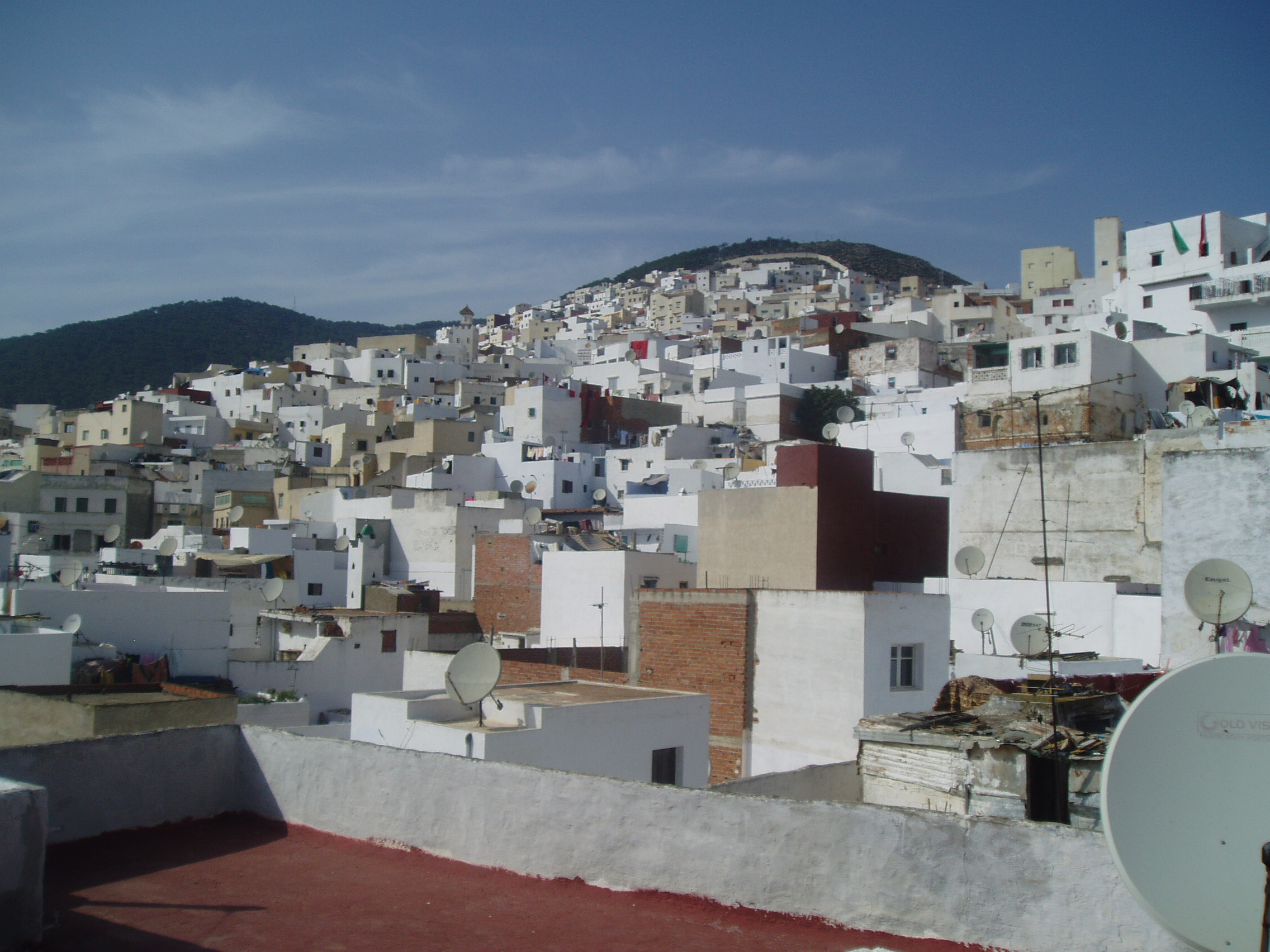
Tétouan (2026)